# Kapelle St. Nikolaus (Vals)

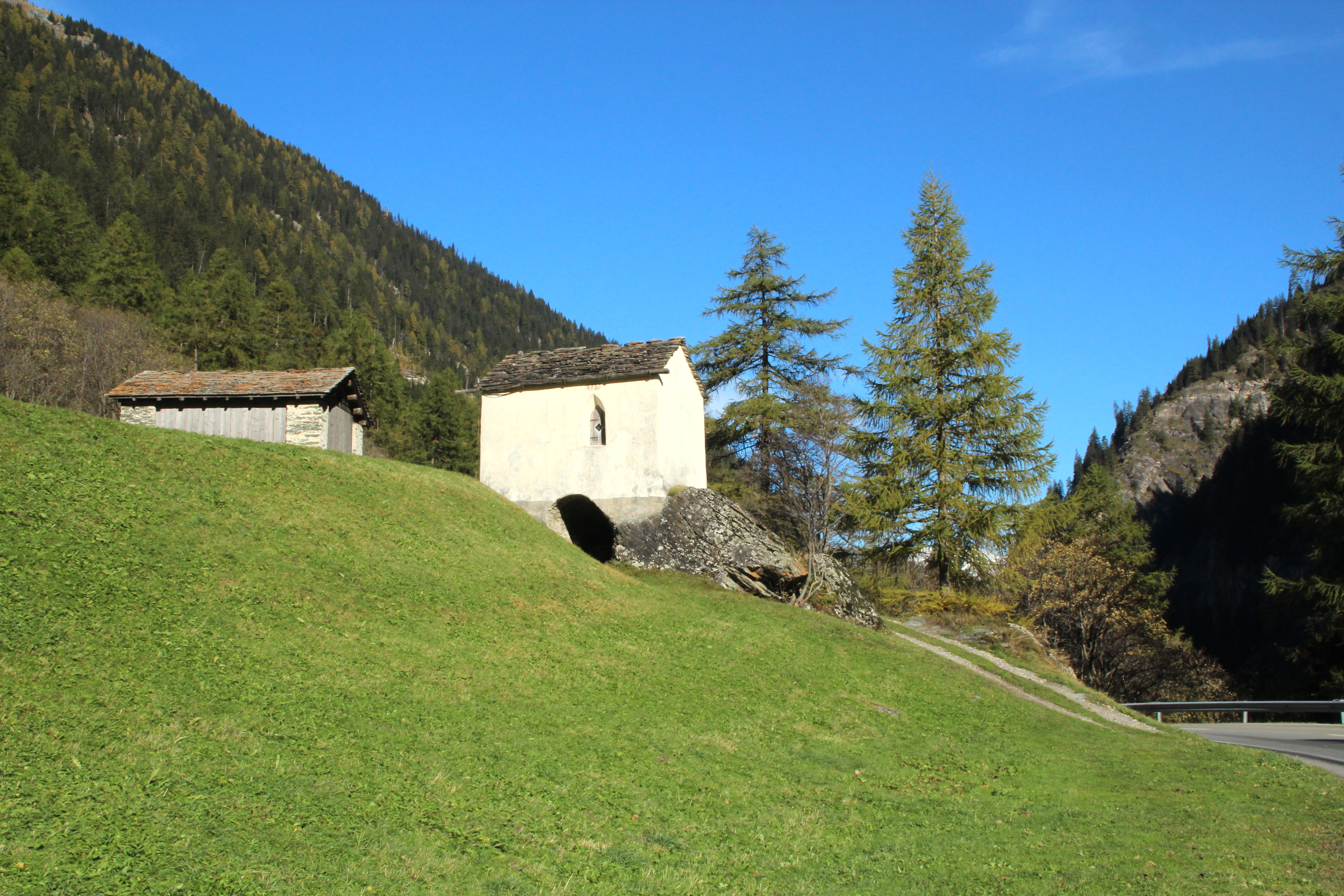
Ansicht von Norden

Die Kapelle St. Nikolaus, im lokalen Dialekt Hansjoolachappeli (Hansjolakapelle), steht nördlich von Vals beim Ortsteil Camp im schweizerischen Kanton Graubünden.

## Lage
Die Kapelle steht in der Flur Hansjola am Ausgang des Valsertals. Sie kann auf der bergseitigen Westseite ebenerdig betreten werden. Der talwärts liegende Chor liegt über einem aus der Wiese ragenden grossen Felsklotz. Der Höhenunterschied zwischen Felsen und Hang wurde durch ein Steinfundament ausgeglichen, damit die Kapelle waagrecht steht.  Durch die künstlich abgetiefte Senke zwischen Hang und Felsklotz führt ein leicht geschwungener Durchgang von 2,2 Meter Scheitelhöhe, 1,80 Meter Breite und rund 4,50 Meter Länge. An der Südseite verschmälert sich der Gang wegen des hineinragenden Felsblocks auf 1,30 Meter.

## Bau
Die Länge der turm- und glockenlosen Kapelle beträgt 5,10 Meter. Die Westseite ist 4,2 Meter breit; die Innenmasse betragen 3,80 × 2,60 Meter. Das Satteldach ist mit Steinplatten gedeckt. Als einzige Lichtquelle dient neben dem grossen Rundbogenportal nur ein kleines Spitzbogenfenster in der Südseite. Die Jahreszahl 1731 oberhalb des Fensters dürfte sich auf eine Restauration beziehen. Weitere Restaurierungen fanden 1923, 1974/44 (innen) und 1984/85 (aussen) statt.

## Geschichte

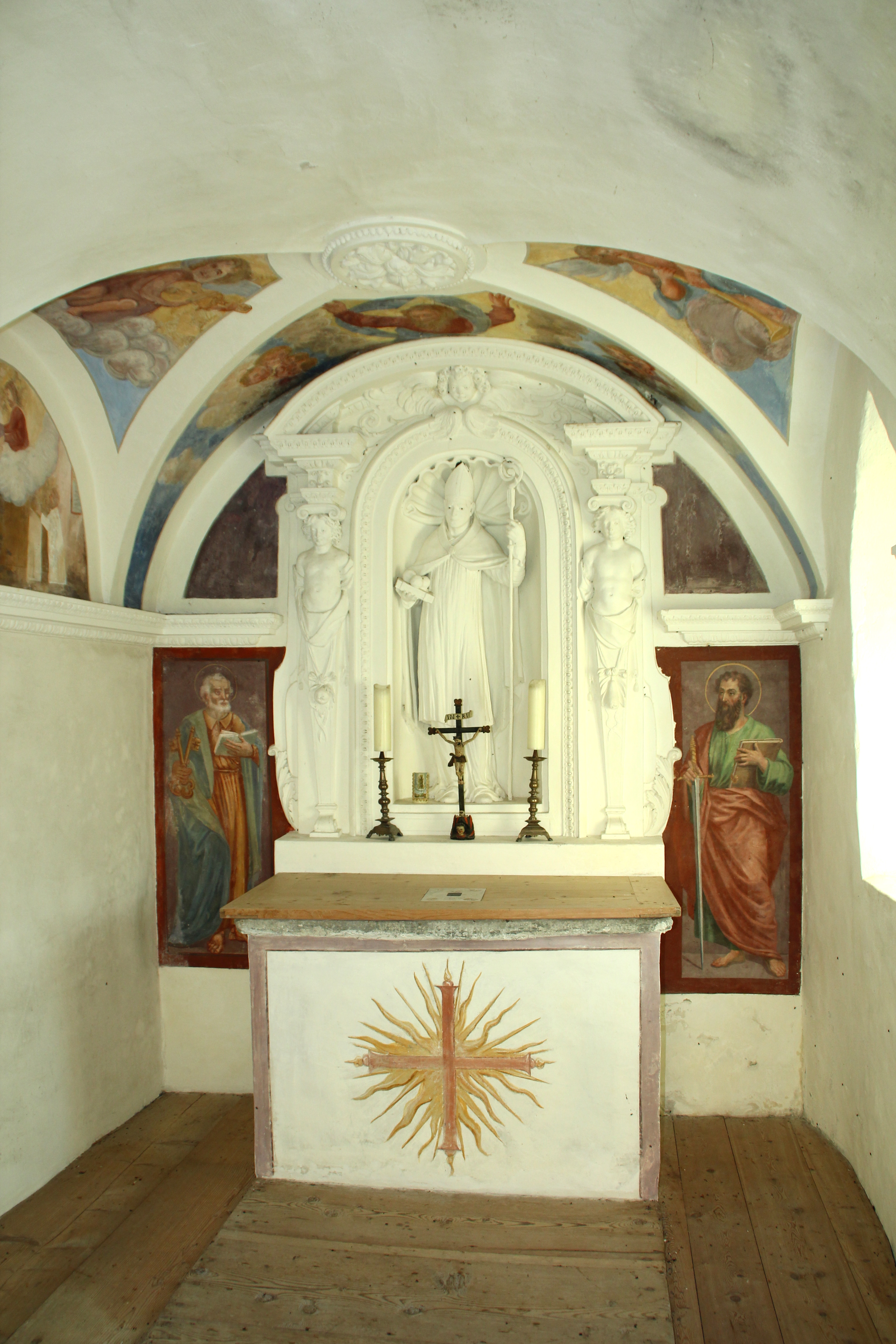
Chor

Die Kapelle stammt vermutlich aus der zweiten Hälfte des 15. Jahrhunderts, ihr heutiges Aussehen geht auf die Mitte des 17. Jahrhunderts zurück. Damals wurde das Tonnengewölbe eingezogen und der Chor erhielt ein flaches Kreuzgratgewölbe. Der weisse barocke Stuckaltar nimmt fast die ganze Breite des Chors ein. In der mittleren Nische steht eine Figur des St. Nikolaus, flankiert von zwei Hermen mit weiblichen Büsten. Der Altar aus dem 17. Jahrhundert wurde 1923 teilweise erneuert. Damals wurden die Wandbilder zum Teil stark übermalt.
Was die sonst unscheinbare Kapelle von vergleichbaren Sakralbauten in der Region unterscheidet ist der gewölbte Gang, der unter ihr hindurchführt, ohne eine Verbindung zum Inneren aufzuweisen.

## Funktion des Ganges

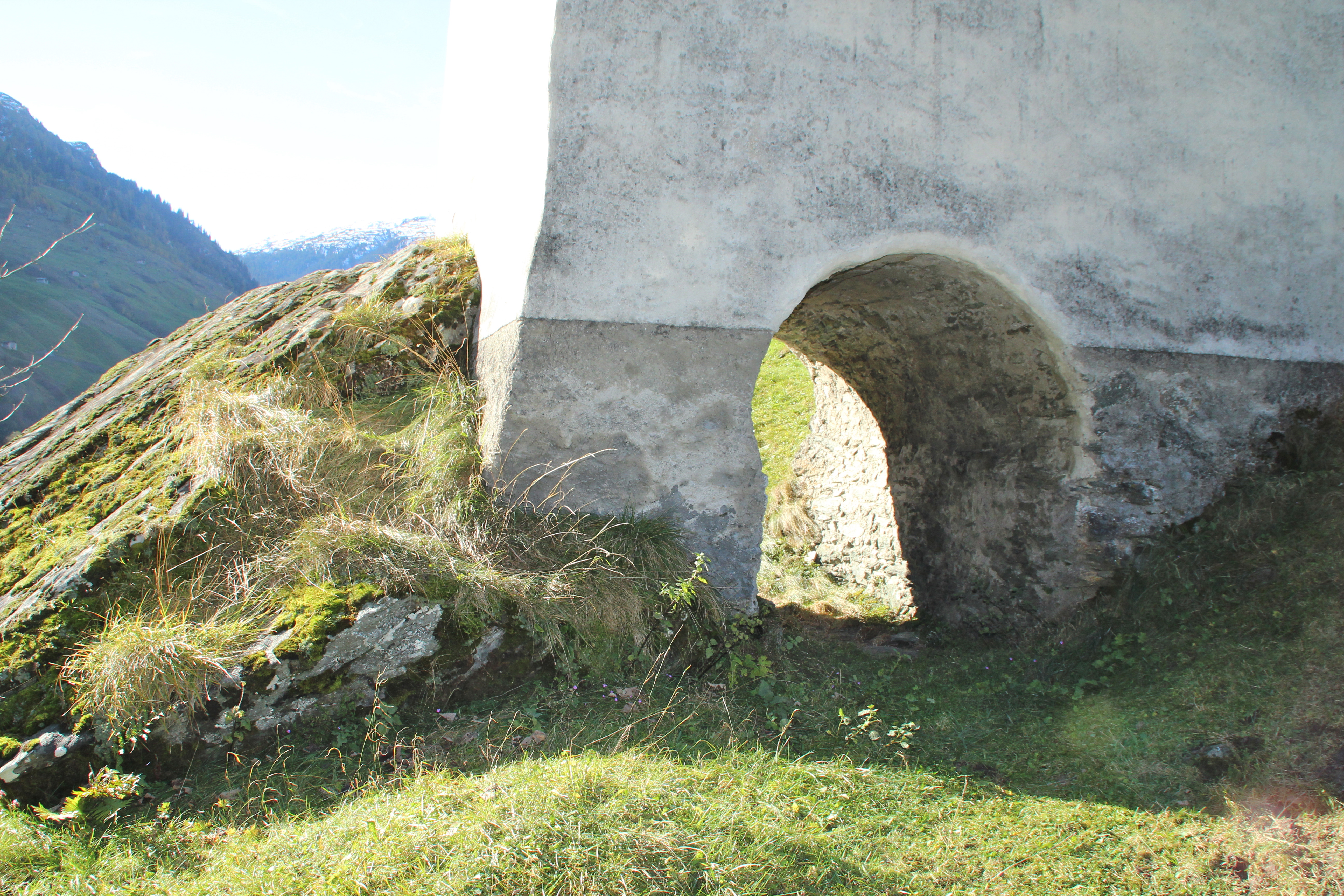
Durchgang Richtung Norden

Erwin Poeschel sah Gang und Kapelle in Verbindung mit einer Talsperre, die hier das Tal abgeschlossen haben soll. Er führt dies zurück auf eine Schilderung von Meyer von Knonau, der 1876 hier noch beträchtliche Reste der Letzi ober- und unterhalb der Strasse gesehen haben will. Zudem erwähnte Meyer einen starken niederen Turm, den Poeschel mit der Kapelle gleichsetzte. Heute wird diese Interpretation bezweifelt.
- Meyer von Knonaus Beschreibung hingegen wird nicht bezweifelt, auch wenn von der erwähnten Talsperre heute nichts mehr erhalten ist. Hingegen ist nicht nachvollziehbar, dass Meyer eine intakte und genutzte Kapelle nicht als solche beschrieben und einem Turm gleichsetzt haben soll. Auch den auffallenden Durchgang erwähnt er nicht. Demzufolge ist anzunehmen, dass der erwähnte Turm wie die Mauerreste abgegangen ist. Ob allenfalls die Scheune gleich daneben auf den Fundamenten eines ehemaligen Turmes erbaut wurde, wäre zu überprüfen.
- Gegen ein Torgebäude wie beispielsweise die Porclas bei Cumbel spricht der schmale, unregelmässig gebaute Durchgang, der für ein vollbepacktes Saumtier schwer zu passieren gewesen wäre. Zudem verfügt der Durchgang über keinerlei Verschlussmöglichkeiten wie Türangeln oder Balkenlöcher/Riegelkanäle. Auch zeigen sich vor allem Richtung Vals keine Spuren eines Weges. Warum sollte auch der Weg durch den Durchgang geführt haben; bestand doch genügend Raum, den Weg bergseits der Kapelle hindurchzuführen?
- An der Kapelle zeigen sich berg- und talwärts keine Anzeichen für einen Anschlussbaus, wie sie bei einer Verwendung als Teil einer Letzi vorhanden sein müssten. Im Westen liegt der sich über die ganze Gebäudebreite hinziehende Eingang der, wie früher üblich, wohl nur mit einem Gitter verschlossen gewesen war. Im Osten ragt der Fels weit in den Hang hinaus, so dass keine Mauer herangeführt werden konnte. Weiter talwärts wurde das Gelände durch den Bau der modernen Strasse derart verändert, dass sich allfällige Reste einer Mauer nicht mehr nachweisen lassen. Denkbar ist, dass Meyer von Knonau im Wiesengelände stehende Felsen als Reste einer Letzi interpretierte.
- Vergleichbare Gänge unter Kirchengebäuden haben sich in mehreren Kirchengebäuden erhalten; am ausgeprägtesten in der Kirche St. Lambert im deutschen Bechtheim, wo der gewölbte Gang unterhalb des Altarraumes als Prozessionsweg für Wallfahrende gedeutet wird. Bei dieser und anderen Kirchen verlief der Gang unterhalb des Chors, wo der Altar stand und woher die Gläubigen das Heil erwarteten. Bei St. Nikolaus war es nicht möglich, den Gang unter dem Chor hindurchzuführen, weil dort der Fels lag; also wurde etwas nach Westen ausgewichen.

Da auch den lokalen Flurnamenforschern eine spätmittelalterliche oder frühneuzeitliche Letzi bei Hansjola unbekannt ist, war die Kapelle von  St. Nikolaus vermutlich nie Teil einer Talsperre. Ob der Weg nach Ilanz tatsächlich durch den Durchgang führte bleibt unklar. Hingegen bot der Durchgang den Gläubigen die Möglichkeit, den vermutlich bergseits der Kapelle verlaufenden Talweg zu verlassen und beim Passieren des Ganges ihre Bitten nach oben zu St. Nikolaus zu schicken, dem Schutzpatron der Pilger und Reisenden, und auf Erfüllung zu hoffen, begann hier doch für den talwärts Reisenden der gefährlichste Teil der Reise hinab durch die Schlucht des Valser Rheins nach Ilanz.